# Breuillet (Essonne)
 Breuillet  es una comuna francesa francesa,  situada en el departamento de Essonne, de la región de Isla de Francia.

## Demografía
| 2 009 | 2 639 | 6 562 | 7 176 | 7 321 | 7 331 | 8 150 | 8 394 |
| Para los censos de 1962 a 1999 la población legal corresponde a la población sin duplicidades (Fuente: INSEE [Consultar]) |       |       |       |       |       |       |       |